# Alvan Adams
Alvan Leigh Adams (Lawrence, 19 luglio 1954) è un ex cestista statunitense.
Ha disputato 14 campionati NBA, tutti con la maglia dei Phoenix Suns.

## Carriera
Alto 2,06 m (6'9"), Alvan Adams si mise in luce rivestendo sia il ruolo di ala grande che quello di centro con una brillantissima carriera all'Università dell'Oklahoma, al termine della quale fu selezionato al primo giro del Draft NBA 1975 dai Phoenix Suns come quarta scelta assoluta.
Nella sua stagione di esordio in NBA Adams condusse inaspettatamente la sua squadra attraverso i play-off venendo sconfitti solo nella finale per il titolo NBA dai Boston Celtics. Quell'anno Adams vinse il NBA Rookie of the Year Award e fu selezionato per l'All-Star Game.
Adams trascorse tutta la sua carriera NBA con i Phoenix Suns fino al 1988, anno del suo ritiro. La sua maglia numero 33 è stata ritirata dai Suns.

## Statistiche

### NBA

#### Regular Season
| Anno      | Squadra      | PG  | PT  | MP   | TC%  | 3P%  | TL%  | RP  | AP  | PRP | SP  | PP   |
| --------- | ------------ | --- | --- | ---- | ---- | ---- | ---- | --- | --- | --- | --- | ---- |
| 1975-1976 | Phoenix Suns | 80  | -   | 33,2 | 46,9 | -    | 73,5 | 9,1 | 5,6 | 1,5 | 1,5 | 19,0 |
| 1976-1977 | Phoenix Suns | 72  | -   | 31,6 | 47,4 | -    | 75,4 | 9,1 | 4,5 | 1,3 | 1,2 | 18,0 |
| 1977-1978 | Phoenix Suns | 70  | -   | 27,3 | 48,5 | -    | 73,0 | 8,1 | 3,2 | 1,2 | 0,9 | 15,5 |
| 1978-1979 | Phoenix Suns | 77  | -   | 30,7 | 53,0 | -    | 79,9 | 9,2 | 4,7 | 1,4 | 0,8 | 17,8 |
| 1979-1980 | Phoenix Suns | 75  | -   | 28,9 | 53,1 | 0,0  | 79,7 | 8,1 | 4,3 | 1,4 | 0,7 | 14,9 |
| 1980-1981 | Phoenix Suns | 75  | -   | 27,4 | 52,6 | -    | 76,8 | 7,3 | 4,6 | 1,4 | 0,9 | 14,9 |
| 1981-1982 | Phoenix Suns | 79  | 75  | 30,3 | 49,4 | 0,0  | 78,1 | 7,4 | 4,5 | 1,4 | 1,0 | 15,1 |
| 1982-1983 | Phoenix Suns | 80  | 75  | 30,6 | 48,6 | 33,3 | 82,9 | 6,9 | 4,7 | 1,4 | 0,9 | 14,2 |
| 1983-1984 | Phoenix Suns | 70  | 13  | 20,7 | 46,2 | 0,0  | 82,5 | 4,6 | 3,1 | 1,0 | 0,4 | 9,6  |
| 1984-1985 | Phoenix Suns | 82  | 69  | 26,0 | 52,0 | -    | 88,3 | 6,1 | 3,8 | 1,4 | 0,6 | 14,7 |
| 1985-1986 | Phoenix Suns | 78  | 45  | 25,7 | 50,2 | 0,0  | 78,3 | 6,1 | 4,2 | 1,3 | 0,6 | 10,8 |
| 1986-1987 | Phoenix Suns | 68  | 40  | 24,9 | 50,3 | 0,0  | 78,8 | 5,0 | 3,3 | 0,9 | 0,5 | 11,1 |
| 1987-1988 | Phoenix Suns | 82  | 25  | 20,1 | 49,6 | 50,0 | 84,4 | 4,5 | 2,2 | 1,0 | 0,5 | 7,5  |
| Carriera  | Carriera     | 988 | 342 | 27,5 | 49,8 | -    | 78,8 | 7,0 | 4,1 | 1,3 | 0,8 | 14,1 |

#### Playoffs
| Anno     | Squadra      | PG | PT | MP   | TC%  | 3P% | TL%  | RP   | AP  | PRP | SP  | PP   |
| -------- | ------------ | -- | -- | ---- | ---- | --- | ---- | ---- | --- | --- | --- | ---- |
| 1976     | Phoenix Suns | 19 | -  | 35,2 | 45,2 | -   | 81,7 | 10,1 | 5,2 | 1,3 | 1,1 | 17,9 |
| 1978     | Phoenix Suns | 2  | -  | 35,5 | 45,5 | -   | 100  | 8,0  | 2,0 | 1,0 | 0,5 | 16,0 |
| 1979     | Phoenix Suns | 12 | -  | 31,0 | 47,5 | -   | 71,0 | 7,5  | 4,4 | 0,9 | 1,0 | 12,8 |
| 1980     | Phoenix Suns | 8  | -  | 31,4 | 56,6 | 0,0 | 89,5 | 9,6  | 5,8 | 0,9 | 1,3 | 16,1 |
| 1981     | Phoenix Suns | 7  | -  | 31,1 | 45,0 | -   | 71,4 | 5,9  | 3,7 | 0,6 | 0,1 | 10,6 |
| 1982     | Phoenix Suns | 7  | -  | 33,3 | 52,2 | -   | 78,6 | 7,3  | 3,7 | 2,0 | 1,4 | 16,9 |
| 1983     | Phoenix Suns | 3  | -  | 28,0 | 46,9 | -   | 71,4 | 6,0  | 4,7 | 0,7 | 1,7 | 11,7 |
| 1984     | Phoenix Suns | 17 | -  | 18,4 | 42,1 | 0,0 | 67,9 | 5,1  | 2,5 | 1,0 | 0,6 | 8,4  |
| 1985     | Phoenix Suns | 3  | 3  | 26,3 | 50,0 | -   | 83,3 | 5,7  | 3,7 | 2,3 | 0,3 | 17,0 |
| Carriera | Carriera     | 78 | 3  | 29,3 | 47,3 | -   | 76,6 | 7,5  | 4,1 | 1,1 | 0,9 | 13,8 |

## Palmarès
- NBA Rookie of the Year (1976)
- NBA All-Rookie First Team (1976)
- NBA All-Star (1976)